# District de Mufumbwe
Le district de Mufumbwe est un district de Zambie, situé dans la Province Nord-Occidentale. Sa capitale se situe à Mufumbwe. Selon le recensement zambien de 2000, le district a une population de 71 238 personnes.